# Anomala parastasioides
Anomala parastasioides är en skalbaggsart som beskrevs av Carsten Zorn 2007. Anomala parastasioides ingår i släktet Anomala och familjen Rutelidae. Inga underarter finns listade i Catalogue of Life.